# Psiloderces bolang
Espèce
Psiloderces bolang est une espèce d'araignées aranéomorphes de la famille des Psilodercidae.

## Distribution
Cette espèce est endémique de Sulawesi en Indonésie. Elle se rencontre vers Palopo.

## Description
Le mâle holotype mesure 1,49 mm et la femelle paratype 1,30 mm.

## Publication originale
- Chang & Li, 2020 : Fourteen new species of the spider genus Psiloderces Simon, 1892 from Southeast Asia (Araneae, Psilodercidae). ZooKeys, vol. 902, p. 61-105 (texte intégral).